# Excuse Me, Dentist!
Excuse Me, Dentist! (歯医者さん、あタってます！?, Haisha-san, atattemasu!) è un manga del 2020 scritto e disegnato da Sho Yamazaki.

## Trama
Takuma Kurosumi, spietato e temuto membro di un gruppo yakuza che tuttavia ha un segreto terrore nei confronti dell'altro sesso, finisce per recarsi nello studio della dentista Tomori Shirayuki. Quello che Takuma non sa è che la premurosa Tomori non è chi dice di essere, e anzi nasconde alcuni segreti potenzialmente molto compromettenti.

## Manga
Il manga, scritto e disegnato da Sho Yamazaki, viene serializzato dal 16 maggio 2020 sulla rivista online Shōnen Jump+ edita da Shūeisha. I capitoli vengono raccolti in volumi tankōbon dal 2 ottobre 2020.
In Italia la serie è stata annunciata al Napoli Comicon 2022 da Panini Comics che l'ha pubblicata sotto l'etichetta Planet Manga dal 25 agosto 2022 al 12 ottobre 2023.

### Volumi
| 1 | 2 ottobre 2020                    | ISBN 978-4-08-882460-4 | 25 agosto 2022   | ISBN 978-88-287-1729-4 |
| 1 | Capitoli - Capitoli 1-6 - Extra   |                        |                  |                        |
| 2 | 4 febbraio 2021                   | ISBN 978-4-08-882571-7 | 20 ottobre 2022  | ISBN 978-88-287-1860-4 |
| 2 | Capitoli - Capitoli 7-14 - Extra  |                        |                  |                        |
| 3 | 2 luglio 2021                     | ISBN 978-4-08-882667-7 | 15 dicembre 2022 | ISBN 978-88-287-2640-1 |
| 3 | Capitoli - Capitoli 15-22 - Extra |                        |                  |                        |
| 4 | 4 novembre 2021                   | ISBN 978-4-08-882802-2 | 23 febbraio 2023 | ISBN 978-88-287-4671-3 |
| 4 | Capitoli - Capitoli 23-30 - Extra |                        |                  |                        |
| 5 | 4 marzo 2022                      | ISBN 978-4-08-883041-4 | 20 aprile 2023   | ISBN 978-88-287-4372-9 |
| 5 | Capitoli - Capitoli 31-40 - Extra |                        |                  |                        |
| 6 | 4 luglio 2022                     | ISBN 978-4-08-883155-8 | 22 giugno 2023   | ISBN 978-88-287-4589-1 |
| 6 | Capitoli - Capitoli 41-49 - Extra |                        |                  |                        |
| 7 | 2 dicembre 2022                   | ISBN 978-4-08-883358-3 | 31 agosto 2023   | ISBN 978-88-287-5212-7 |
| 7 | Capitoli - Capitoli 50-59 - Extra |                        |                  |                        |
| 8 | 3 marzo 2023                      | ISBN 978-4-08-883478-8 | 12 ottobre 2023  | ISBN 978-88-287-7008-4 |
| 8 | Capitoli - Capitoli 60-68 - Extra |                        |                  |                        |

## Accoglienza
A febbraio 2021, la serie ha avuto oltre 3 milioni di visualizzazioni sulla piattaforma Shōnen Jump+.